# 麻柳滩乡
麻柳滩乡是中国陕西省汉中市镇巴县下辖的一个乡。

## 行政区划
麻柳滩乡下辖以下行政区：
大深沟村、何家梁村、大河村、殷家沟村、灵济村、竹园村